# 金域假日酒店

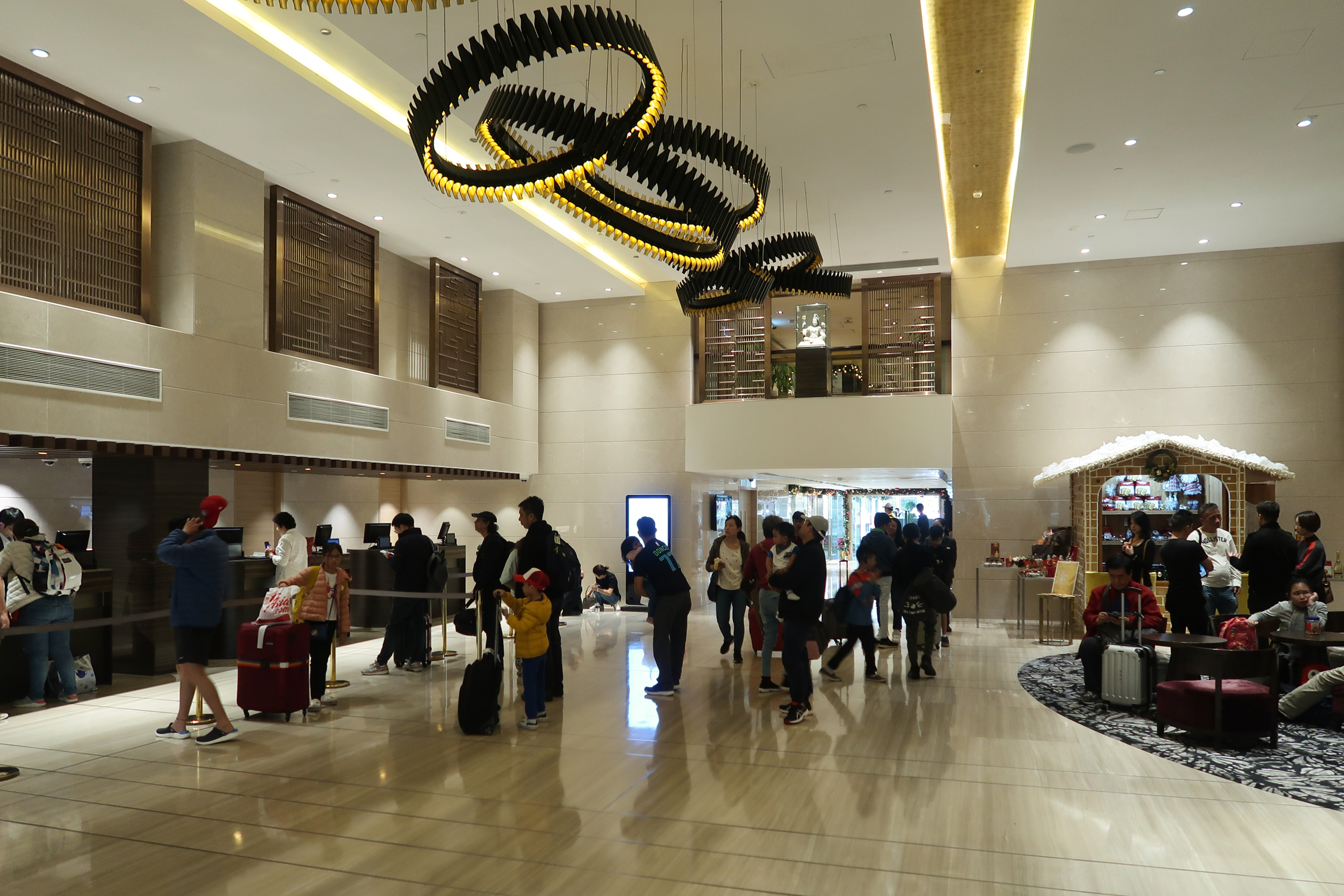
酒店大堂

金域假日酒店（英語：Holiday Inn Golden Mile），位於香港九龍尖沙咀彌敦道50號，在1974年开业，由印度裔夏利里拉家族所擁有，是該區其中一間4星級酒店，提供621間客房和10間套房，設有購物商場、行政樓層、商務中心、天台露天泳池、健身室、宴會及會議等設施。酒店的前身是Melbourne Hotel（1961年拆卸，原名為Empress Lodge，1939年更名）和Nathan Building（1960年代末拆卸）。

## 毗鄰
- 重慶大廈
- 國際廣場

## 外部連結
- 官方网站